# Europacupen i ishockey 1979/1980
Europacupen i ishockey 1979/1980 inleddes den 11 oktober 1979, och avslutades den 24 augusti 1980.
Turneringen vanns av CSKA Moskva, som vann slutspelsserien.

## Första omgången
| Lag 1                | Resultat  | Lag 2              |
| -------------------- | --------- | ------------------ |
| Levski-Spartak Sofia | 5–2, 1–1  | Ferencvárosi TC    |
| Dynamo Berlin        | 14–2, 9–2 | Vojens IK          |
| HC Bolzano           | 5–7, 6–2  | EC KAC             |
| HC Chamonix          | 12–4, 8–0 | Casco Viejo Bilbao |

 Kölner EC,  
 SC Bern,  
 HK Olimpija Ljubljana,   
 Flyers Heerenveen  : vidare direkt

## Andra omgången
| Lag 1                 | Resultat  | Lag 2                |
| --------------------- | --------- | -------------------- |
| Kölner EC             | 9–6, 8–4  | HC Bolzano           |
| SC Bern               | 2–9, 5–5  | Dynamo Berlin        |
| HK Olimpija Ljubljana | 8–5, 11–6 | Levski-Spartak Sofia |
| Flyers Heerenveen     | 9–2, 8–3  | HC Chamonix          |

 Tappara,   
 Modo,  
 Slovan Bratislava,  
 CSKA Moskva  : vidare direkt

## Tredje omgången
| Lag 1                 | Resultat  | Lag 2             |
| --------------------- | --------- | ----------------- |
| HK Olimpija Ljubljana | 2–7, 2–13 | CSKA Moskva       |
| Dynamo Berlin         | 5–5, 4–8  | Modo              |
| Flyers Heerenveen     | 1–11, 9–6 | Slovan Bratislava |
| Kölner EC             | 5–6, 6–10 | Tappara           |

## Slutspelsserien
Innsbruck, Tyrolen, Österrike
| Lag 1             | Resultat | Lag 2             |
| ----------------- | -------- | ----------------- |
| CSKA Moskva       | 8–0      | Tappara           |
| Slovan Bratislava | 8–4      | Modo              |
| Tappara           | 10–2     | Slovan Bratislava |
| CSKA Moskva       | 7–1      | Modo              |
| Tappara           | 13–3     | Modo              |
| CSKA Moskva       | 11–1     | Slovan Bratislava |

### Final group standings
| Placering | Lag               | Poäng |
| 1         | CSKA Moskva       | 6     |
| 2         | Tappara           | 4     |
| 3         | Slovan Bratislava | 2     |
| 4         | Modo              | 0     |